# Teología del pueblo
La teología del pueblo es una corriente teológica nacida en la Argentina tras el Concilio Vaticano II y la Conferencia de Medellín (Colombia, 1968) como rama autónoma de la teología de la liberación que, según varios autores, ha influido fuertemente en el pensamiento del papa Francisco. Entre los principales teólogos de teología del pueblo se destacan Alberto Methol Ferré, Lucio Gera, Rafael Tello, Justino O'Farrel, Juan Carlos Scannone y Carlos María Galli.

## Significado de la categoría «pueblo» para esta corriente teológica
Pueblo, para esta corriente teológica, es entendido como una categoría histórica y mítica, una forma de fraternidad más allá de la estirpe. No la reduce a la suma masiva de individuos, ni al conjunto de los ciudadanos que componen una sociedad o a la población, sino como una conciencia de orígenes y vicisitudes históricas comunes, en el patrimonio de su tradición, en su trasfondo cultural y religioso, en el ethos societario que se deriva y alimenta, en su capacidad de integrar diversos componentes en un mestizaje étnico y cultural, en el tejido de su convivencia familiar, laboral y social, en un destino solidario compartido en pos de una vida digna y buena para todos.

## Diferencia con la Teología de la Liberación
La teología del pueblo toma la crucial "opción preferencial por los pobres" de la teología de la liberación, pero se diferencia de ésta por no centrarse en la "lucha de clases", sino las nociones de “pueblo” y “anti-pueblo”, noción enseñada por el Padre Lucio Gera para llamar a las oligarquías que abandonan el interés por el bien común del pueblo y de la nación, y se concentran en la defensa de sus propios privilegios, siendo responsables de situaciones de opresión y explotación. Como corriente local de la teología de la liberación, heredera del peronismo, esta perspectiva entiende el pueblo como “lo concreto”, plantea el método de la liberación como un método sapiencial, y el camino de la liberación lo ubica en la cultura popular, en lugar de la lucha de clases.

## Opción preferencial por los excluidos
La teología del pueblo sostiene que a partir de la globalización y la profundización de los procesos de exclusión, la "opción preferencial por los pobres" debe expresarse como "opción preferencial por los excluidos".

## Influencia en el magisterio del Papa Francisco
El teólogo jesuita Juan Carlos Scannone, fundador de la Filosofía de la liberación y de la teología del pueblo, ha dicho que el papa Francisco ha tomado de esta última su noción de "pueblo" como "figura poliédrica" en la que cada cultura tiene algo que aportar a la humanidad y donde se respetan las diferencias.